# تیم ملی بسکتبال مردان سنت لوسیا
تیم ملی بسکتبال سنت لوسیا نماینده سنت لوسیا در مسابقات بین‌المللی است.